# 裕承科金
裕承科金有限公司（港交所：0279），前稱民眾金服控股有限公司（簡稱裕承科金），是一家在香港交易所上市的公司。1988年5月11日於香港交易所上市。
2010年12月，民豐企業宣布以5.02億港元向廖烈文及廖許秀珠收購廖氏集團約23.43%股權，廖氏集團持有廖創興企業45.33%股權，而廖創興企業則持有創興銀行48.52%股權。
2011年5月，民豐企業以以4.26億港元向廖烈文夫婦出售廖氏集團23.43%股權，錄得虧損7680萬港元。
2015年，公司名稱從「民豐企業控股有限公司」更改為「民眾金服控股有限公司」。
2018年5月，民眾金融科技股價一個月內下跌超過九成。同月，民眾金融科技首席財務官王曉冬宣布辭職。